# Царевдар
46°04′ пн. ш. 16°38′ сх. д. / 46.06° пн. ш. 16.63° сх. д.
Царевдар (хорв. Carevdar) — населений пункт у Хорватії, в Копривницько-Крижевецькій жупанії у складі міста Крижевці.

## Населення
Населення за даними перепису 2011 року становило 438 осіб.
Динаміка чисельності населення поселення: